# Metzgeriales
A metzgeriales a májmohák törzsének egyik rendje. Ezt a csoportot gyakran egyszerű telepes májmoháknak is nevezik: "telepesek", mert az ide tartozó fajok nem rendelkeznek elkülönülő szervecskékkel, mint levél és szár; "egyszerűek", mert a szöveteik vékonyak, gyakran csak egysejtsor vastagok és viszonylag differenciálatlanok. Nevük alapján tehát telepes májmohák, de rendszertanilag mégis a leveles májmohák (latinul Jungermanniopsida) osztályába tartoznak ezek a növények. A taxon fajainál a gametofiton kisméretű és a spóratok képzés is csak nagyon rövid ideig tart. Bár ezek a növények erősen kötődnek a magas páratartalmú és nedves helyekhez mégis az egész világon elterjedtek az Antarktisz kivételével.

## Megjelenésük
A metzgeriales rend tagjai tipikusan kis termetű, vékony, áttetsző növények, a telepek gyakran csak egy sejtsor vastagok. Mivel a növények nagyon vékonyak és a szövetek relatíve differenciálatlanok ezért ezt a rendet összefoglalóan "egyszerű telepes májmoháknak" nevezik.
A metzgeriales rendbe tartozó növények változatos vegetatív megjelenésűek, de általános felépítésükre jellemző, hogy egyszerű telepes, levél nélküli mohák. A korábbi rendszertani besorolásban "leveles" májmoha nemzetségek és fajok is tartoztak a Metzgeriales rendbe, de ezeket más rendekbe sorolták be. Érdemes itt megjegyezni, hogy maga a Metzgeriales rend a Jungermanniopsida (leveles májmohák) osztályba tartozik és nem a Marchantiopsida (telepes májmohák) osztályába.
A Jungermanniopsida osztályon belül a Metzgeriales rend tagjai a női ivarszer (archegonia) elhelyezkedésében különböznek a közeli rokon Jungermanniales rend fajaitól. Amíg a Jungermanniales taxonba tartozó mohák női ivarszerve a hajtáscsúcson fejlődik ki az apikális sejtből, addig 
a Metzgeriales rend tagjainál a hajtás csúcs alatti sejtből alakul ki. Ennek eredménye, hogy a női ivarszerv és a sporofiton mindig a a növény háti (dorzális) oldalán fejlődik ki.  Mivel nem a hajtás csúcsán fejlődnek ki ezek a struktúrák a Metzgeriales rendet úgy is nevezik, hogy anakrogyn növények, ami a görög ἀν- (an-, "nem") + ἄκρος (akros, "csúcs") + γυνή (gynē, “nő, női”) szavakból ered. Ez a tulajdonság a Metzgeriales rendet jól megkülönbözteti a többi leveles májmoha rendtől.

## Elterjedésük és ökológiájuk
Bár ezek a növények csak a magas páratartalmú, nedves és csapadékos régiókban tudnak megélni, mégis széles körben elterjedtek a világon és megtalálhatóak minden kontinensen kivéve az Antarktiszon.
Van egy egyszerű telepes májmoha ami nem fotoszintetizál. Ez a faj a Cryptothallus mirabilis, teljesen fehér vagy vajszínű, mert hiányzik belőle a fény hasznosításához szükséges zöld színű klorofill molekula, ugyanis a benne található plasztidok nem differenciálódtak tovább kloroplasztisszá ahol a fotoszintézis történne a klorofill molekulák segítségével.  A Cryptothallus mirabilis úgy nevezett mikoheterotróf, azaz gombákkal él együtt és a szükséges tápanyagokhoz a gombákon keresztül jut hozzá, melyek a moha szövetei között élnek. Ezek a növények tőzegmoha lápokban élnek nyírfák közelében.

## Rendszerezés, taxonómia
A májmohák rendszerezése és modern nevezéktana Carl von Linné 1753-as Species Plantarum könyvével kezdődött, bár ebben a művében nagy mértékben támaszkodott Micheli (1729) és Dillenius (1741) korábbi munkáira.  Linné mind a 25, akkor ismert májmoha fajt belevette könyvébe, melyeket akkor a Kriptogám osztályba rendszerezte be, ebbe az osztályba sorolta akkor még a lombosmohákat, algákat, zuzmókat és még a gombákat is. Linné rendszerét jelentősen átalakították a 19. század elején. Endlicher Enchiridion Botanicum című könyvében 1841-ben, öt rendbe sorolta a májmohákat, és a "Frondosae" csoport volt az amely nagyjából megfelelt a mai Metzgeriales taxon koncepciójának. Endlicher a "Frondosae" csoportba öt alcsoportot sorolt: Metzgerieae, Aneureae, Haplolaeneae, Diplomitrieae és Codonieae, de ezeknek nem adott taxonómiai rangot. Később ezeket az alcsoportokat Dědeček 1886-ban taxonómiai családként jelölte meg.  Ugyan ezeket az alcsoportokat használta jelentősebb változtatás nélkül Gottsche a Synopsis Hepaticarum című könyvében.
A Metzgeriales rend mélyebb megértését Leitgeb morfológiai és fejlődés élettani munkájának köszönhetjük a 19. század végéről.  Leitgeb az elsők között volt aki felismerte, hogy mennyire fontos a májmohák rendszerezésében az ivarszervek részletes morfológiai és a növények fejlődéstani vizsgálata. Alapos vizsgálatainak eredményét a májmohák osztályozásáról a Schiffner által szerkesztett könyvében jelentette meg 1895-ben Englerel és Prantl-al.  Schiffner az alapján osztotta két részre a "Jungermanniales" osztályt, hogy a női ivarszer a hajtáscsúcson fejlődik ki (Jungermanniales akrogynae) vagy a hajtáscsúcs alatt (Jungermanniales anakrogynae). Az utóbbi csoportba sorolta a jelenleg Metzgeriales, Sphaerocarpales és Haplomitriales rendbe tartozó májmoha fajokat.
Az egyszerű telepes májmohákat csak 1930-ban sorolta külön taxonómiai rendbe Chalaud botanikus. Ezt követően a többi taxonómiai rendszer is hasonlóan kezelte ezt a taxont és "Jungermannia anacrogynae" vagy hasonló néven nevezte el az ide tartozó növények csoportját, de használták a Jungermanniales csoporton belül az alrend megnevezést is illetve a "Metzgerineae" elnevezést.  Az egyszerű telepes májmohák rendszerezésének tudományára nagy hatással volt Schuster 1966-os munkája: Hepaticae and Anthocerotae of North America azaz Észak-Amerika becős- és májmohái. Ezután vált általánossá a "Metzgeriales" elnevezés, bár korábbi műveiben is már használta ezt a megnevezést.  Schuster a későbbiekben még revideálta a rendszerét 1972-ben, majd 1984-ben.  A változtatások lényege az az volt, hogy Schljakov osztályozási rendszeréhez igazítsa munkáját, és így a Treubiales rendből kivette a Metzgeriales rendbe tartozó fajokat.
Schljakov 1972-es munkájában több egyszerű telepes májmoha csoportot emelt rend vagy alrend szintre és a Metzgeriales rendet pedig, "Metzgerianae" alosztállyá emelte. De Schuster ezen változtatások többségét nem fogadta el, sőt elutasította 1984-es munkájában. Crandall-Stotler and Stotler (2000) munkájukban számos Schljakov-féle besorolást elfogadtak és használták a "Metzgeriidae" alosztályt mint taxonómiai csoportot.  Ezeket a változtatásokat egy korábbi morfológiai vizsgálatok alapján hozták meg.  Bár a rendszertani kategória és a latin név végződése más volt mégis megegyezett a besorolás Schuster 1966-os munkájával, csak a Haplomitriales rend tagjait vették be a csoportba. A legmodernebb DNS szekvenálási adatok alapján a Metzgeriales rendből kivették a Haplomitriales, Treubiales, and Blasiales rendbe tartozó fajokat.  A legújabb helyzet alapján a Metzgeriales rendbe csak két család tartozik.

### Családok

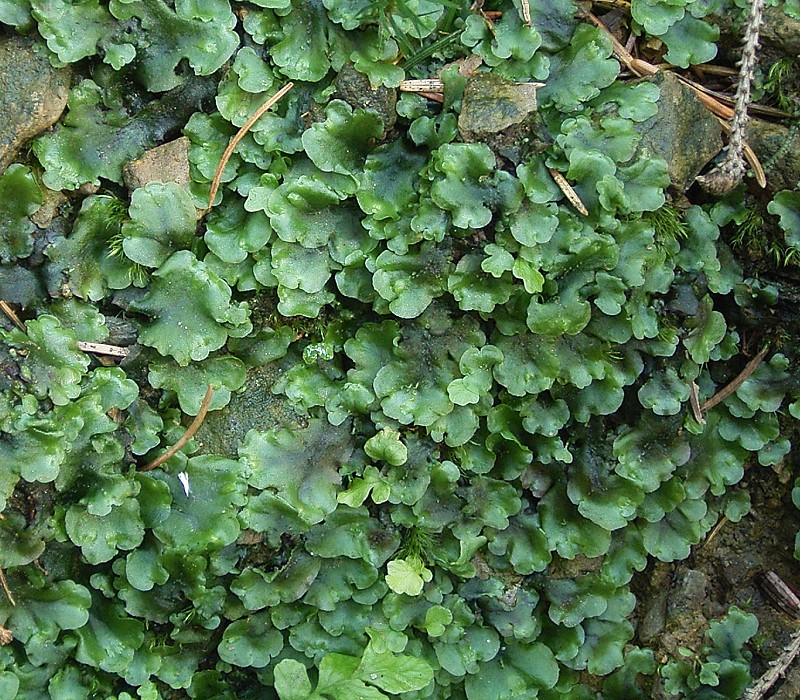
Pellia epiphylla

Hagyományosan a Metzgeriales rendbe tizennégy családot soroltak be, melyek a következők voltak:
- Allisoniaceae
- Aneuraceae *
- Calyculariaceae
- Fossombroniaceae
- Hymenophytaceae
- Makinoaceae
- Metzgeriaceae *
- Mizutaniaceae
- Moerckiaceae
- Pallaviciniaceae
- Pelliaceae
- Petalophyllaceae
- Phyllothalliaceae
- Sandeothallaceae

A legutóbbi 2016-os DNS vizsgálati adatok alapján a jelenlegi taxonómiai álláspont az, hogy csak a csillaggal jelölt családok tartoznak a rendbe, a többi családot Fossombroniales, Pallaviciniales és Pelliales rendekbe sorolták be.

### Botanikai szerzőség
A korábbi évtizedekben nem volt pontosan tisztázva, hogy mit értünk a "Metzgeriales" megnevezés alatt. Az első alkalommal 1930-ban jelent meg publikációban a Meztgeriales név Chalaud “J’ai désigné très généralement les Jungermannniales anacrogynes sous le nom de Metzgériales,” című munkájában.  Chalaud Underwood 1894 munkájára hivatkozik, bár ő csak a Metzgeriaceae nevet használja, amivel csak egy taxonómiai családot jelölt. Chalaud közleményét Grolle 1983-as összefoglaló munkájában elfogadta hiteles megnevezésként.
Rudolf M. Schuster 1984-es munkájában megkérdőjelezte a Metzgeriales név helyességét. Ő elfogadta, hogy Underwood használta ezt az elnevezést, de megállapította, hogy sem Underwood sem Chalaud nem adott meg egy hivatalos leírást erről a rendről, a Metzgeriales rendben ő a következő elnevezést javasolta: "Metzgeriales Schust. emend. Schljak."  Ő maga korábban már használta ezt az elnevezést 1953-ban a Minnesota májmohái című munkájában.  Az 1984-es munkájában rézsletes leírást adott a rend jellemzőiről és a többi májmoha rendtől való megkülönböztetéséről. Schuster jelentősen támaszkodott Schljakov 1972-es munkájára, hogy biztosítva legyen a latin név hivatalos elismerése a Nemzetközi Botanikai Nomenklatúrának (International Code of Botanical Nomenclature) megfelelően.  Schuster megerősítette szerzőségét a rend elnevezésében az 1992-es publikációjában.
2000-ben született egy publikáció a májmohák taxonómiájával kapcsolatban, melyben Crandall-Stotler és Stotler egyetértenek Schuster szerzőségével, bár a Metzgeriales csoportba tartozó növények körét szűkítették. Azonban később felülvizsgálták Chalaud kutatási eredményeit és változtattak az álláspontjukon. Megállapították, hogy bár Chalaud leírása nagyon rövid és tömör mégis eleget tesz a botanikai közlemények követelményének, így lehet ezt az elnevezést hivatalos botanikai névként kezelni, és így őt illeti az első szerzőség.

## Fordítás
Ez a szócikk részben vagy egészben  a   Metzgeriales című angol Wikipédia-szócikk ezen változatának fordításán alapul.  Az eredeti cikk szerkesztőit annak laptörténete sorolja fel. Ez a jelzés csupán a megfogalmazás eredetét és a szerzői jogokat jelzi, nem szolgál a cikkben szereplő információk forrásmegjelöléseként.